# 莲花路站
莲花路站位于中华人民共和国上海市闵行区梅陇镇沪闵路、莲花南路、梅陇西路交叉口西側，为上海地铁1号线的地铁车站。

## 车站结构

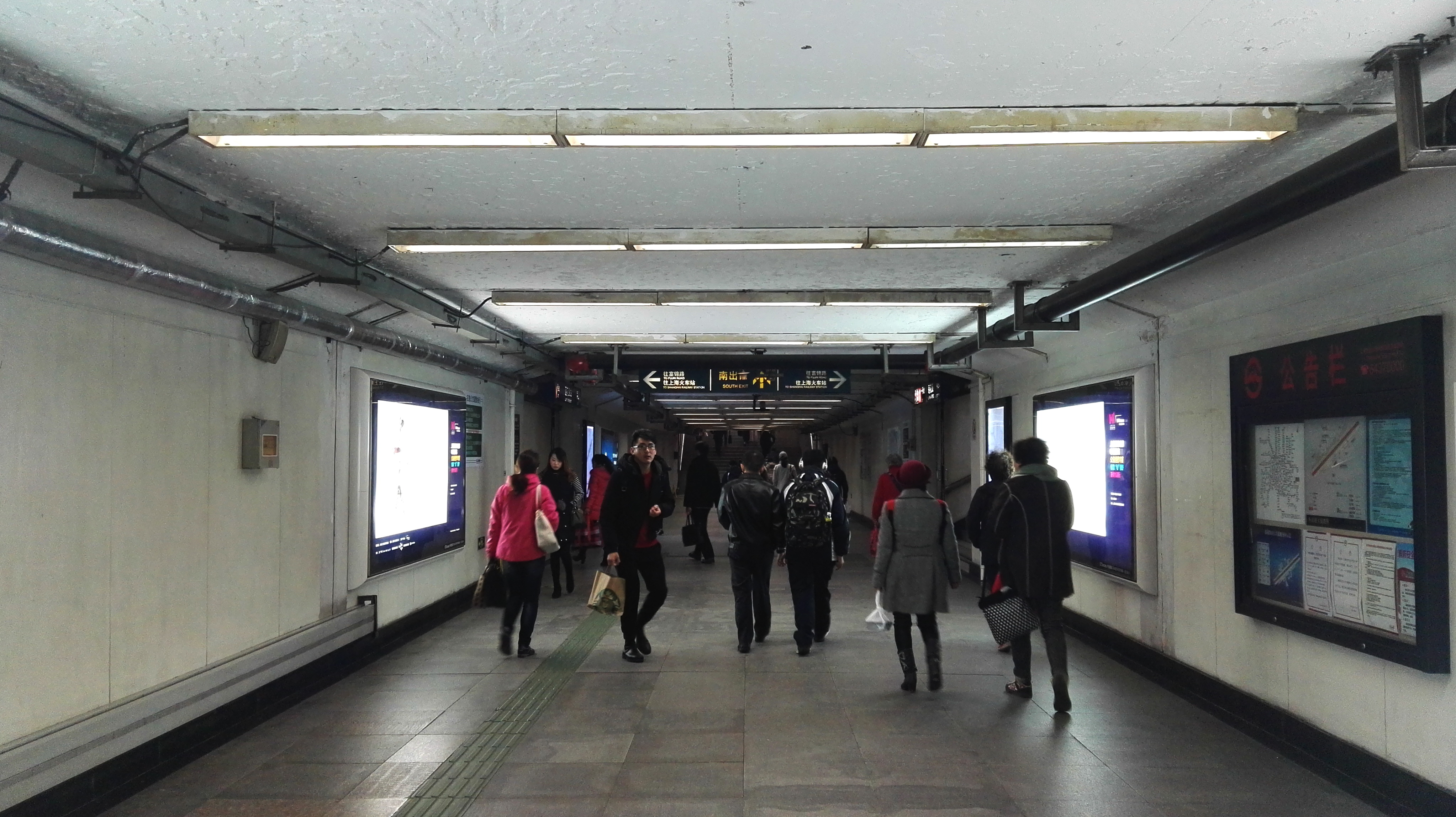
原西南地下通道，已被改建为5号口

### 车站楼层
车站原结构仅设站台地面层与位于地下一层的地下通道。车站改造后，拆除了北侧站台直接通向站外的出入口，新增了位于地上二层的北站厅和位于地下一层的南站厅。

车站及商场的结构图

| 地上二层 | 北站厅及出入口     | 1、3出入口、票务服务、自动售票机、人工服务台 |  |  |
| 地面层   | 北出入口           | 2、4、7出入口                                |  |  |
|          | 侧式站台，右侧开门 |                                              |  |  |
|          |                    | █ 1号线 往莘庄（外环路）                     |  |  |
|          |                    | █ 1号线 往富锦路（锦江乐园）                 |  |  |
|          | 侧式站台，右侧开门 |                                              |  |  |
|          | 国铁               | 沪春线                                       |  |  |
|          | 南出入口           | 5-6出入口                                    |  |  |
| 地下一层 | 南站厅             | 票务服务、自动售票机、人工服务台             |  |  |

### 站台
本站设有2个侧式站台，两个方向由付费区内的天桥联通。每座侧式站台长186米、宽6米、高1.1米，并设有雨棚覆盖
。其中南侧站台在改造后又进行了加宽。

## 出口
莲花路站共有8个出入口，其中1-3号出入口连通地上二层站厅，4-7号出入口连通地下一层站厅，两个方向之间由付费区内的天桥联通。同时，地上二层站厅与商场直接连通，可直接由商场进入车站站厅。各出入口如下所示：
| 出口编号                        | 出口指示 | 照片          |
| ------------------------------- | -------- | ------------- |
| 1 · 出口                        | 沪闵路   | 莲花路站1号口 |
| 2 · 出口                        | 沪闵路   | 莲花路站2号口 |
| 3 · 出口 · （设有）             | 沪闵路   | 莲花路站3号口 |
| 4 · 出口                        | 沪闵路   | 莲花路站4号口 |
| 5 · A · 出口                    | 梅陇西路 |               |
| 5 · B · 出口                    | 梅陇西路 |               |
| 6 · 出口 · （设有）             | 梅陇西路 |               |
| 7 · 出口 · （设有无障碍升降台） | 沪闵路   | 莲花路站7号口 |
| 图例： 设有 \| 设有无障碍升降台 |          |               |

本站没有直接位于车站内的站厅至地面无障碍电梯，但可经由商业广场内的直升电梯往来地面和二楼。
莲花路商业广场建设与车站改造前，莲花路站曾有7个分别位于南北方位的出入口，其中北数字出口连接往莘庄方向站台与北广场，南数字出口连接往富锦路方向站台。同时车站一层设东西两条地下过街通道，各有一对南北出入口。该出入口编号系统于车站改造后停用。以下列出车站过去曾经使用的出入口位置及编号：
| 出口                 | 位置                                         | 备注                                                                                     | 照片                   |
| 曾连通莘庄方向站台   | 曾连通莘庄方向站台                           | 曾连通莘庄方向站台                                                                       | 曾连通莘庄方向站台     |
| -------------------- | -------------------------------------------- | ---------------------------------------------------------------------------------------- | ---------------------- |
| 北1号口              | 连接莘庄方向站台东部与北广场地面             | 改造期间曾使用，已拆除                                                                   |                        |
| 北2号口              | 连接莘庄方向站台中东部与北广场地面           | 曾常态使用，已拆除                                                                       |                        |
| 北3号口              | 连接莘庄方向站台中西部与北广场地面           | 曾常态使用，已拆除                                                                       | 莲花路站原北3号口      |
| 北4号口              | 连接莘庄方向站台西部与北广场地面             | 改造期间曾使用，已拆除                                                                   |                        |
| 曾连通富锦路方向站台 |                                              |                                                                                          |                        |
| 南1号口              | 连接富锦路方向站台东部与东侧地下通道         | 北厅改造完成后编号取消，曾继续作为富锦路方向进出站通道使用，现已拆除，其原址修建地下站厅 |                        |
| 南2号口              | 连接富锦路方向站台中部与东、西侧地下通道     | 北厅改造完成后编号取消，曾继续作为富锦路方向进出站通道使用，现已拆除，其原址修建地下站厅 |                        |
| 南3号口              | 连接富锦路方向站台西部与西侧地下通道         | 北厅改造完成后编号取消，曾继续作为富锦路方向进出站通道使用，现已拆除，其原址修建地下站厅 |                        |
| 西侧地下通道         | 富锦路方向站台南2号口与南3号口与地面连接通道 | 目前北出入口改建为4号口，南出入口改建为5A、5B号口                                        | 莲花路站原西侧地下通道 |
| 东侧地下通道         | 富锦路方向站台南1号口与南2号口与地面连接通道 | 目前北出入口改建为7号口，南出入口改建为6号口                                             |                        |

## 接驳交通

### 公交
- 北广场起讫线路：753、753区间、757、莲浜专线、莲枫专线、莲金专线、莲廊专线、莲石专线、莲卫专线、莲朱专线、莲漕专线、闵行6路、闵行22路、闵行58路
- 北广场过境线路：150、162、166、700、704、704B、712、747、816、古美环线、闵行20路、上石线、徐闵线、徐闵夜宵线、枫梅线（仅往梅陇）、沪松专线（高速）（仅往上海体育馆）、南梅线（仅往梅陇）、石梅线（仅往梅陇）、松梅专线（仅往梅陇）
- 南广场起讫线路：152、720、闵行3路、闵行27路
- 南广场过境线路：156

## 改造工程
改造工程中莲花路站北广场建设了莲花路商业广场，同时对站体本身也进行了改造，涉及北广场原站房拆除、莘庄站方向与富锦路站方向两个侧式站台的联通以及新站厅的建设。作为该项目建设的前期工作，北广场所有商铺至2018年3月已全部关闭，北广场站房于同年6月23日起启动拆除工作。同年7月12日，三井不动产宣布参与其重建项目，系该公司日本以外首个车站大楼商业设施。北广场新站房设施自2021年4月10日起逐步开放，购物广场区域设施与同年12月22日全面开业。新的南站房的部分区域和两个站台间的天桥则于2024年7月16日开放使用。
上盖建筑整体成矩形，但西北侧被削去一角，这是为机场快线（原沪杭磁悬浮上海段）预留线位所致。
- 于2018年3月12日张贴的拆迁公告，此前部分商铺已关闭或清仓促销
- 于2018年5月初拆除的北广场站房外墙站名
- 2018年6月29日的北广场
- 2018年7月31日的北广场
- 2020年1月10日的北广场，部分钢结构已开始组装
- 从沪闵高架路拍摄北广场商业建筑，可见三井运营的商标“LaLa station”（2021年5月）
- 改造后新建的地上二层站厅
- 改造后新建的地上二层站厅
- 2024年7月16日开放使用的两个站台间的天桥，此时右侧的无障碍电梯未启用
- 站台间天桥内部